# Axencia Galega de Noticias

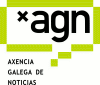
Logo de la Axencia Galega de Noticias.

La Axencia Galega de Noticias (AGN) es una agencia informativa generalista. Su sede está en Santiago de Compostela y forma parte del Grupo El Progreso , con sede en Lugo. Otro grupo de comunicación, el orensano La Región, tiene también parte del capital de la agencia .

## Directores de la AGN
- Julio de Diego (1999 - 2002)
- Pepa Telenti (2004-2005)[3]
- José María Álvarez Vilabrille (2005-2011)[4]
- Jacobo Rey Sastre (2011-2013)[5]
- Alfonso Riveiro (2013-)